# Alt Diesdorf 41, Am Denkmal 1–5

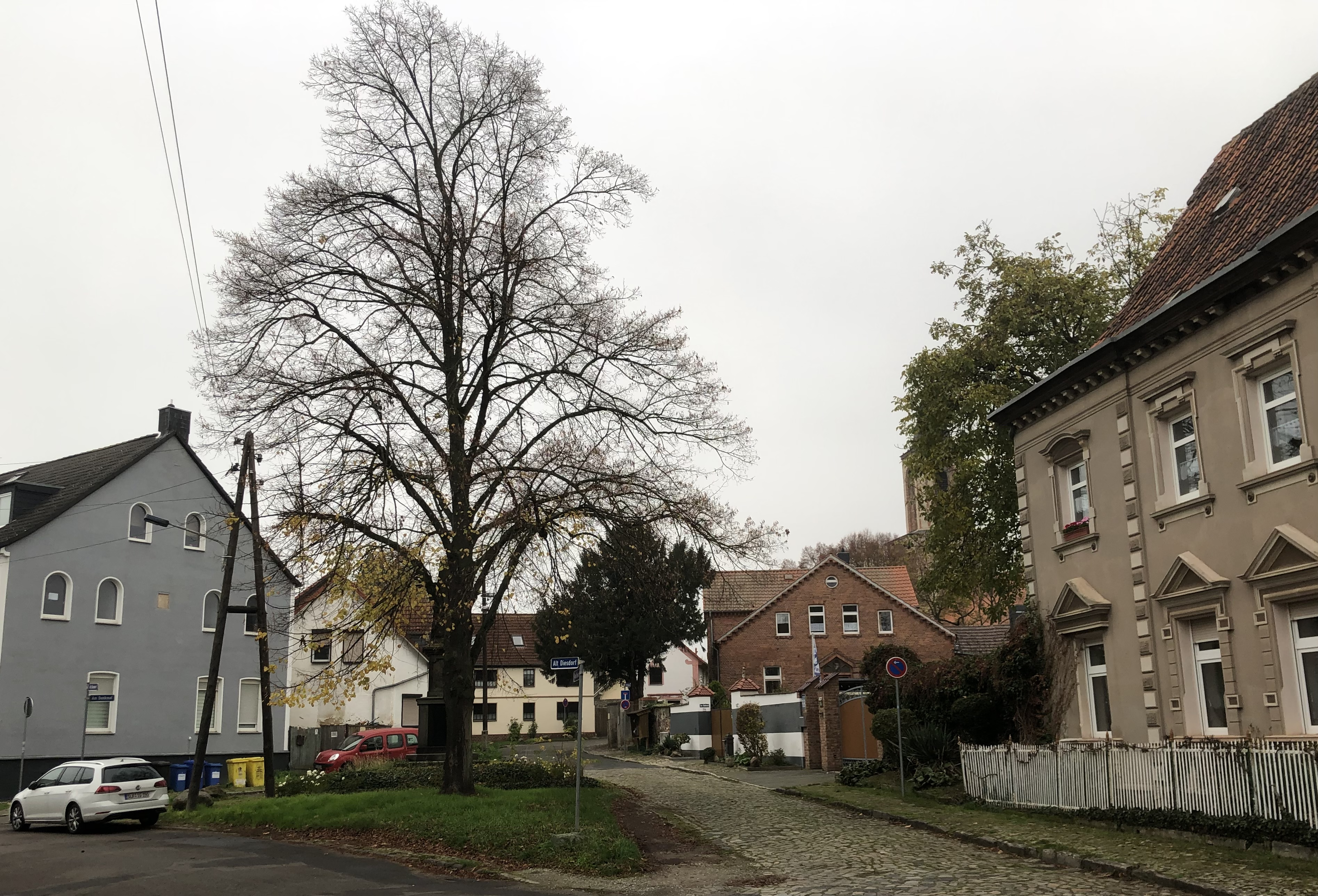
Blick von Westen auf den Platz Am Denkmal, 2022

Alt Diesdorf 41, Am Denkmal 1–5 ist die Bezeichnung des Denkmalverzeichnisses für einen denkmalgeschützten Platz im Magdeburger Stadtteil Diesdorf in Sachsen-Anhalt.

## Lage
Der Platz Am Denkmal befindet sich im Ortszentrum von Diesdorf, östlich des Angers. Auf dem Platz steht das Kriegerdenkmal Diesdorf. Zum Denkmalbereich gehören auch die als einzelne Baudenkmäler ausgewiesenen Gebäude Alt Diesdorf 41, Am Denkmal 4, die St.-Eustachius-und-Agathe-Kirche, das Pfarrhaus Diesdorf sowie ein Gedenkstein für die im Ersten Weltkrieg gefallenen Mitglieder des Diesdorfer Turnvereins.

## Architektur und Geschichte
Die den Platz umgebende Bebauung besteht aus großen Wohnhäusern, die vor allem aus der Mitte des 19. Jahrhunderts stammen, und aus großen Bauernhöfen. Die Hofanlagen samt ihrer Wohngebäude gehören zu den größten des Orts und gehen in ihrer Bausubstanz bis auf das frühe und mittlere 19. Jahrhundert zurück. Die Fassaden sind jedoch jüngeren Datums und zeigen Gestaltungen des Spätklassizismus und des Jugendstils.
Im örtlichen Denkmalverzeichnis ist der Platz unter der Erfassungsnummer 094 82534 als Denkmalbereich verzeichnet.